# Landgräfliche Gärten Bad Homburg

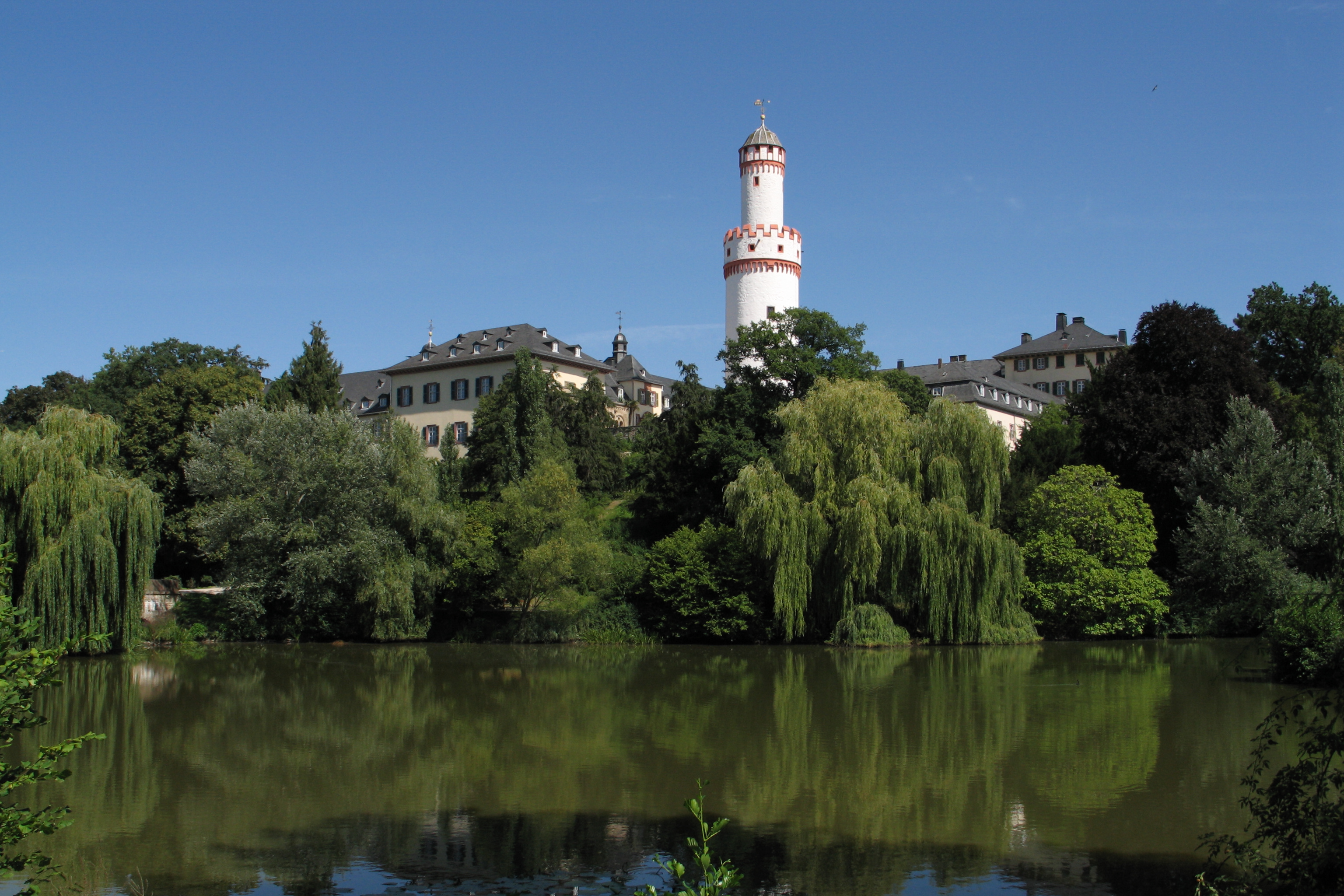
Schlosspark Bad Homburg mit großem Teich, Schloss und Weißem Turm im Hintergrund

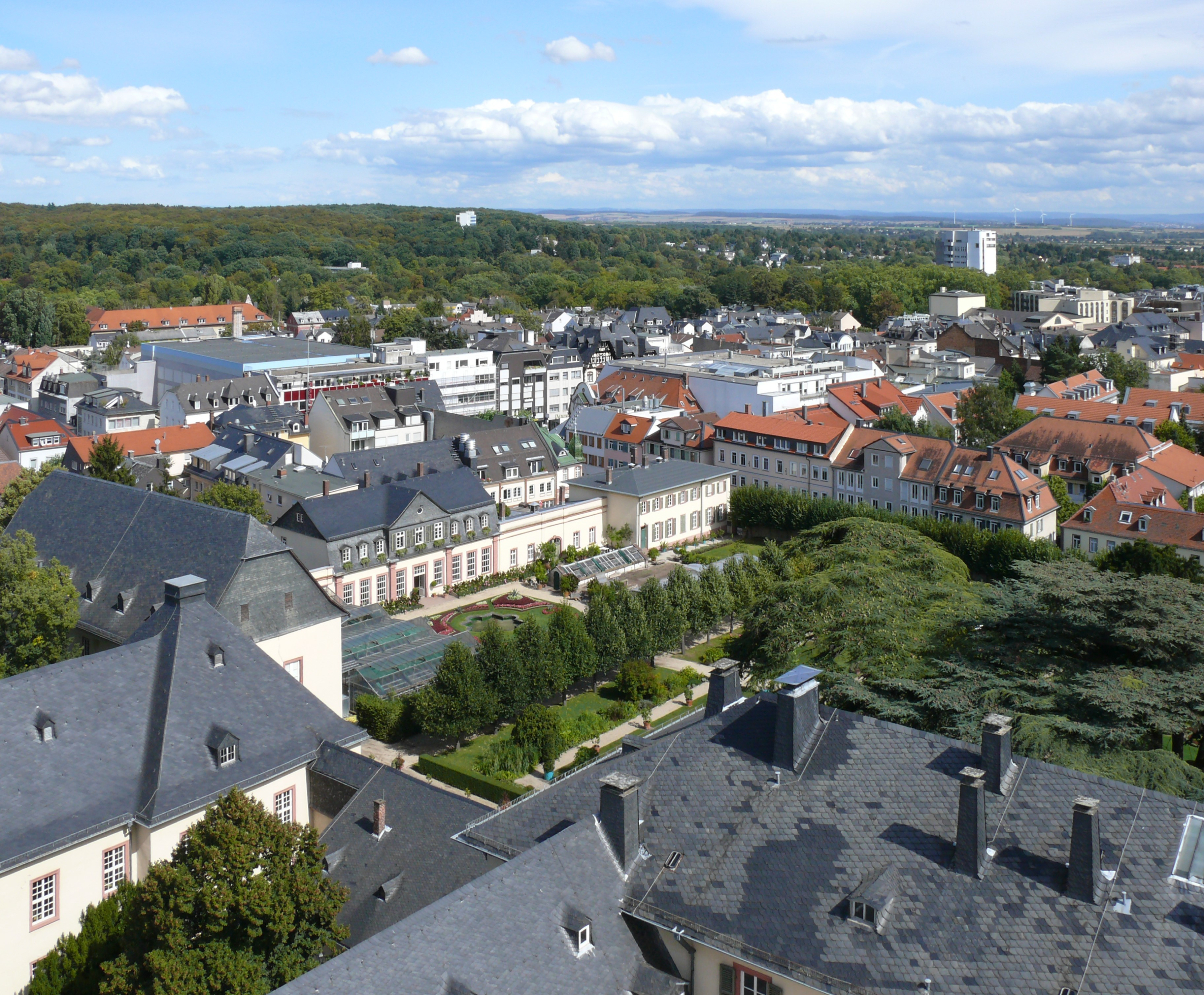
Blick auf einen Teil des Schlossgartens mit Marstall und Orangerie

Die Landgräflichen Gärten waren eine Gartenlandschaft in Bad Homburg, bestehend aus in der Spitze 14 Einzelgartenanlagen mit 385 Hektar Fläche entlang der Tannenwaldallee zwischen Landgrafenschloss und Gotischem Haus.

## Erstanlage

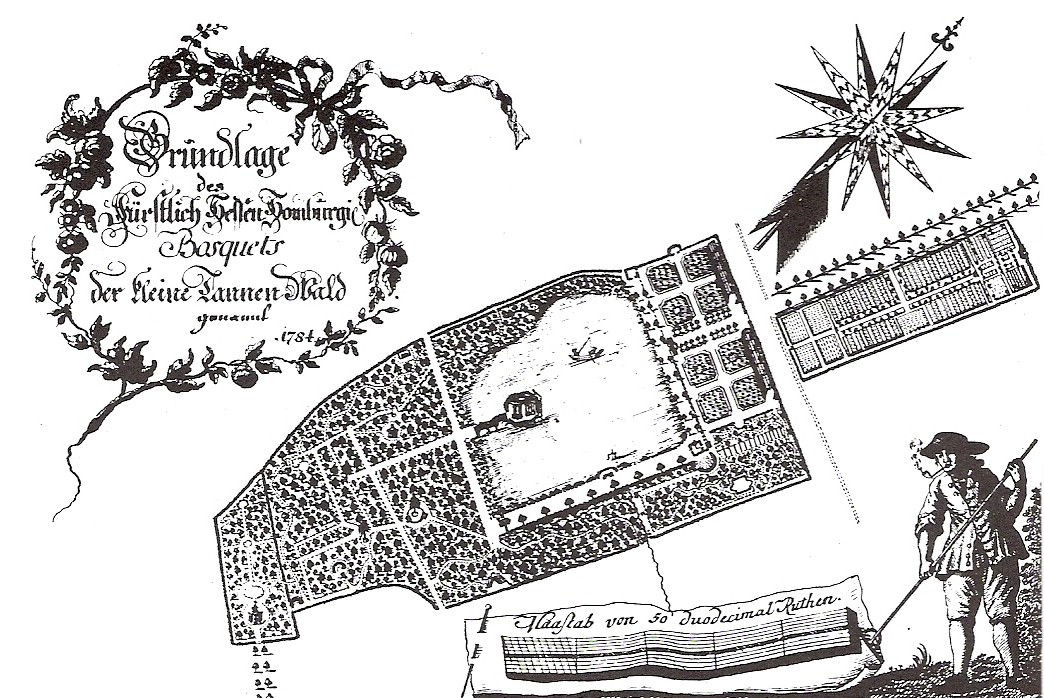
Cöntgen/Gunkel: Plan vom Kleinen Tannenwald 1784

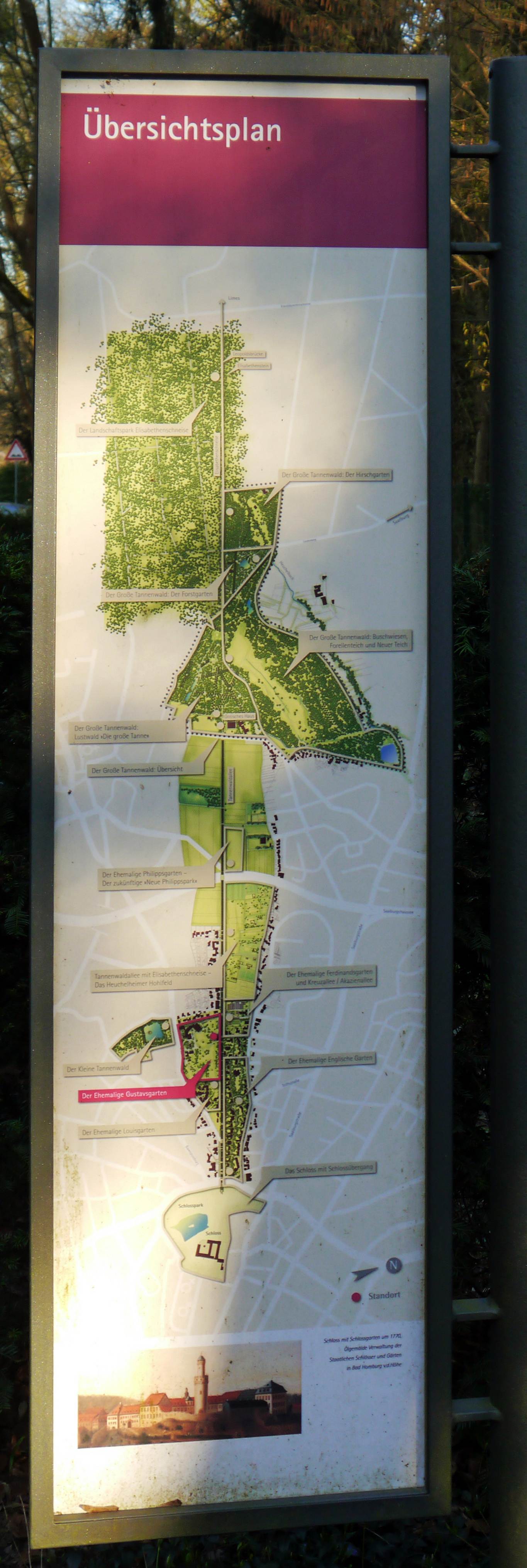
Infotafel zu historischen Gärten und Parkanlagen an der Tannenwaldallee

Landgraf Friedrich V. und seine Frau Caroline begannen ab 1770 mit der Anlage der landgräflichen Gärten. Inspiriert wurde das Landgrafenpaar durch die englischen Landschaftsparks. Hierzu wurde der ein Jahrhundert zuvor in barockem Stil angelegte Schlosspark Bad Homburg völlig umgestaltet.
Ausgehend vom Schloss ließ Friedrich die Tannenwaldallee, eine 2,2 Kilometer lange schnurgerade Allee, die am Waldrand in die Elisabethenschneise überging, die die Taunuswälder bis zum römischen Limes durchschnitt, anlegen. Diese insgesamt 7,6 Kilometer lange Achse stellte das Grundgerüst der landgräflichen Gärten dar. Die Allee war ursprünglich mit Säulenpappeln gesäumt. Diese waren als Pendant zur südländischen Zypresse ein Symbol Arkadiens. Heute wird die Allee im unteren Bereich durch Ahorn- und im oberen durch Kastanienbäume gebildet.
Am Rande der Tannenwaldallee wurden als einzelne Gartenanlagen der „Große Tannenwald“ und 1772 der „Kleine Tannenwald“ angelegt. Zur damaligen Zeit war der Taunus (damals noch „Die Höhe“ genannt) weitgehend mit Buchenwäldern besetzt. Ein Tannenwald stellte daher eine ungewöhnliche Bepflanzung dar.

## Endausbau

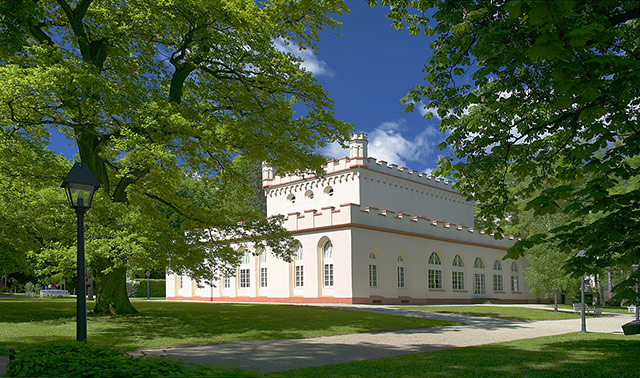
Gotisches Haus

Unter Landgraf Friedrich VI. wurde das Projekt der landgräflichen Gärten fortgesetzt. Friedrichs Frau Elisabeth stammte aus England und war mit englischer Gartenkunst aufgewachsen.
1823 errichtete Friedrich das Gotische Haus als Schlusspunkt der Tannenwaldallee. Zu beiden Seiten der Allee wurden insgesamt 14 Einzelanlagen errichtet: sieben Gärten im engeren Sinne sowie sieben gestaltete Landschafts- und Waldparks.
Neben den bestehenden Anlagen Schlossgarten, Großer und Kleiner Tannenwald wurden die „Prinzengärten“ angelegt: der Englische Garten, Louisgarten, Gustavsgarten, Ferdinandsgarten und Philippsgarten.
Die Kreuzallee, das Heuchelheimer Hohlfeld, der Landschaftspark Elisabethenschneise und die vier zum Großen Tannenwald gehörenden Parkanlagen Lustwald, Buschwiesen, Forstgarten und Hirschgarten bildeten die Landschaftsparks.

## Verfall

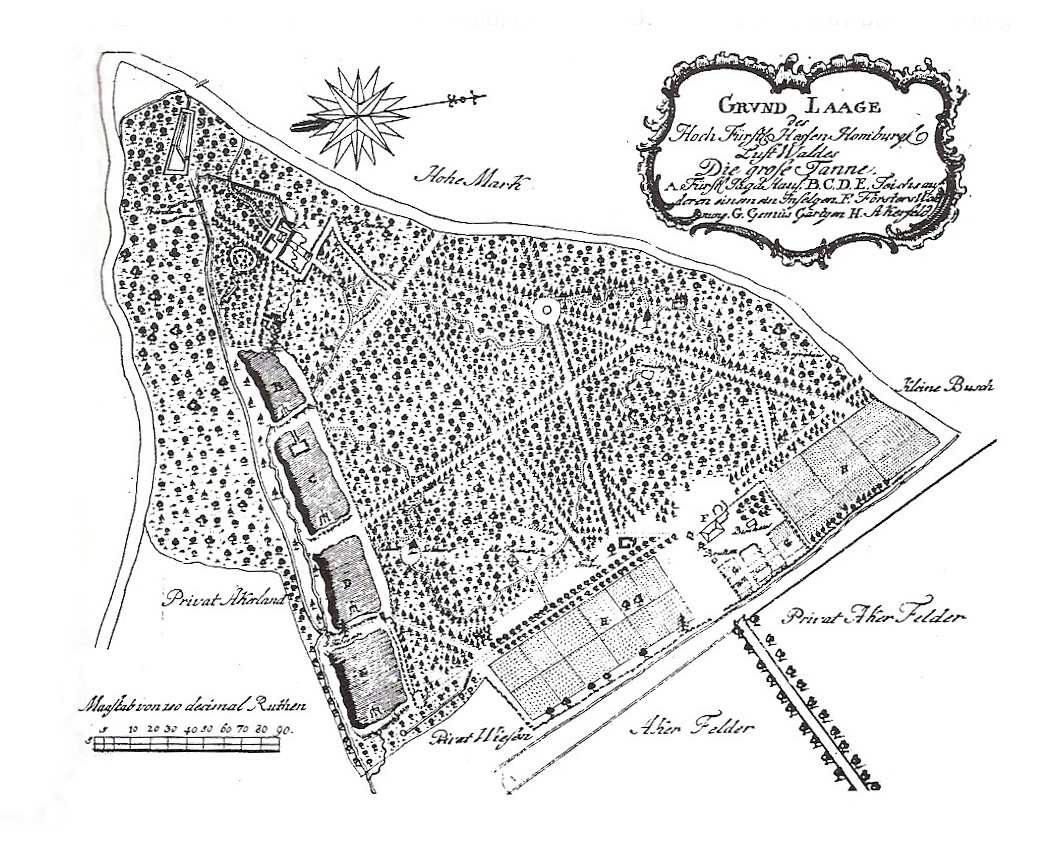
Plan vom Großen Tannenwald um 1782/83

Mit dem Aussterben des Landgrafenhauses 1866 ging das Interesse an der Parkanlage verloren. Während Schlossgarten und Gotisches Haus auch weiter genutzt wurden und der Hirschgarten auch heute noch ein beliebtes Ausflugsziel ist, verwilderten die anderen Anlagen bzw. wurden (wie der Englische Garten und der Louisgarten) in den 1960er-Jahren bebaut.
Der Ferdinandsgarten wurde nach dem Tod des Landgrafen für 3.610 Gulden an den Gärtner G.K. Merle verkauft, der Pächter des kleinen Tannenwaldes war. Im September 1881 wurde der Ferdinandsgarten für 40.000 Mark (in heutiger Kaufkraft 360.458 Euro) an den Frankfurter Karl Brach verkauft.
1932 kam das Gelände des Kleinen Tannenwaldes in Besitz der Familie Kredel. In den 1980er-Jahren war auch hier eine Bebauung mit einem Hotel vorgesehen. Es bildete sich eine Bürgerinitiative Aktionsgemeinschaft Kleiner Tannenwald, die bewirkte, dass der Kleine Tannenwald 1988 Kulturdenkmal wurde.

## Wiederaufbau
Seit 1988 bestehen Bemühungen zur Wiederherstellung der landgräflichen Gärten. Im gleichen Jahr wurden die Gärten als Kulturdenkmal ausgewiesen. Im Jahr 2000 beschloss die Stadtverordnetenversammlung die Wiederherstellung. Aufgrund dieses Beschlusses wurde 2002 eine gartendenkmalpflegerische Rahmenplanung erstellt. Mit einem Aufwand von 20 Millionen Euro könnte die Anlage über einen Zeitraum von 20 Jahren wieder erstellt werden. Ziel der Maßnahmen ist eine Wiederherstellung des Parks gemäß den Plänen von 1866.

### Der „Kleine Tannenwald“
Koordinaten:  50° 13′ 41″ N, 8° 35′ 39,7″ O

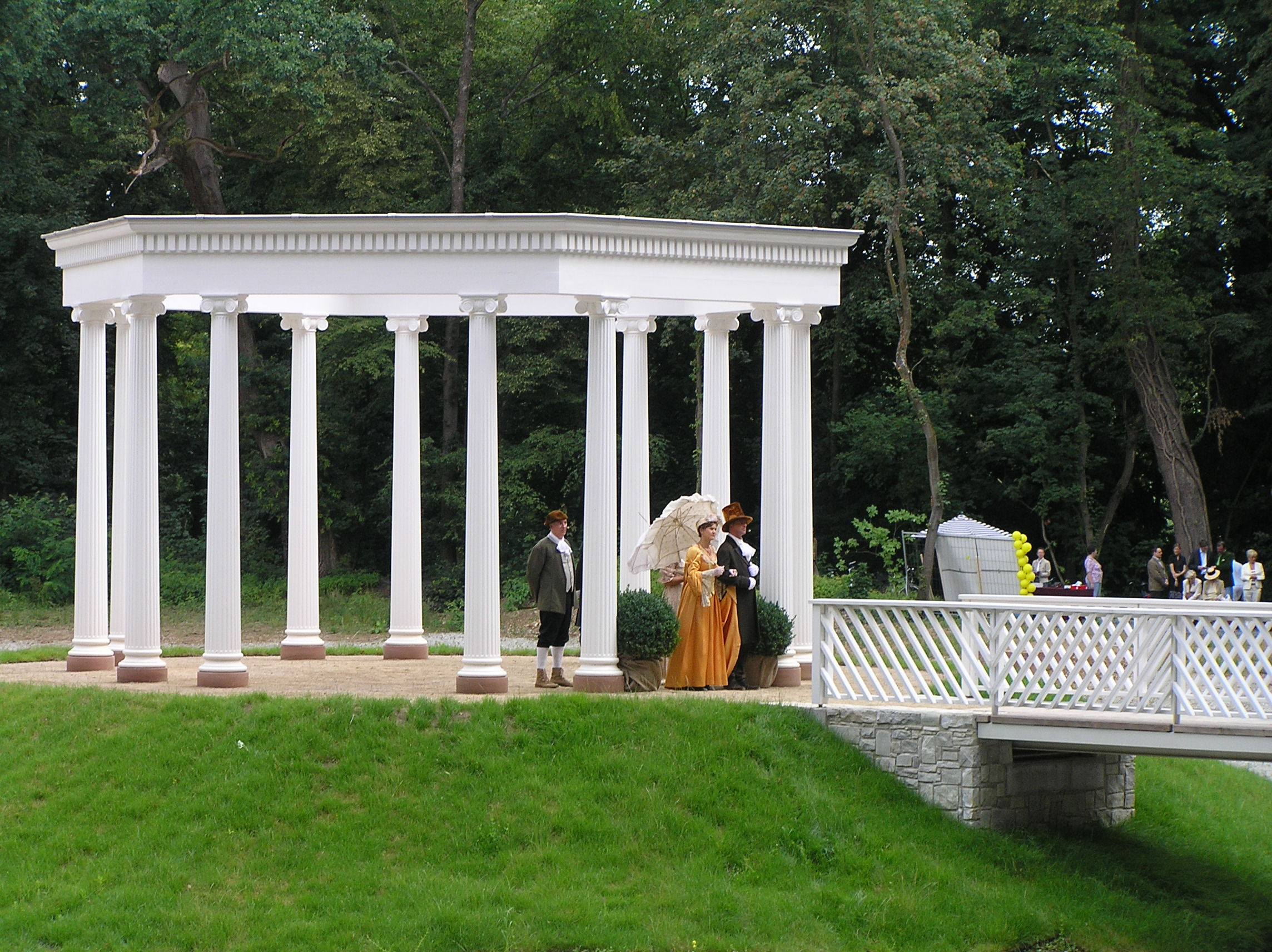
Wiedereröffnung Kleiner Tannenwald am 1. Juli 2007

Seit dem Jahr 2005 laufen die Arbeiten zur Wiederherstellung des 3,5 Hektar großen „Kleinen Tannenwaldes“. Im Zentrum der ersten Arbeiten stand die Wiederherstellung des 6.600 Quadratmeter großen Teiches mit Insel und darauf den Kolonnaden mit 12 ionischen Säulen. Die Einweihung fand am 1. Juli 2007 statt. Nächste Schritte waren die Pflanzung einer Hainbuchenhecke, die Bepflanzung des Eingangs mit ovalen Beeten und die Wiederherstellung des historischen Wegenetzes sowie von Eisgrube und Rosentempel.
2010 erwarb die Stadt Bad Homburg einen weiteren Teil des Kleinen Tannenwaldes, auf welchem sich die Ruinen der ehemaligen Alten Schweizerei (Cottage) befanden. Der Förderverein Kleiner Tannenwald hatte den Ankauf unterstützt, so dass im November 2016 dieses Gebäude mit Spenden und Eigenleistungen von Handwerksunternehmen wiedererrichtet werden konnte.
Längerfristig geplant ist die Wiederherstellung der Meierei. Das 1892, nach einem Brand, neu errichtete Gebäude war in den vergangenen Jahren heruntergekommen, wurde aber bereits 2005/2006 in der Substanz gesichert.

### Gustavsgarten/Villa Wertheimber
Koordinaten:  50° 13′ 44,4″ N, 8° 35′ 42,5″ O

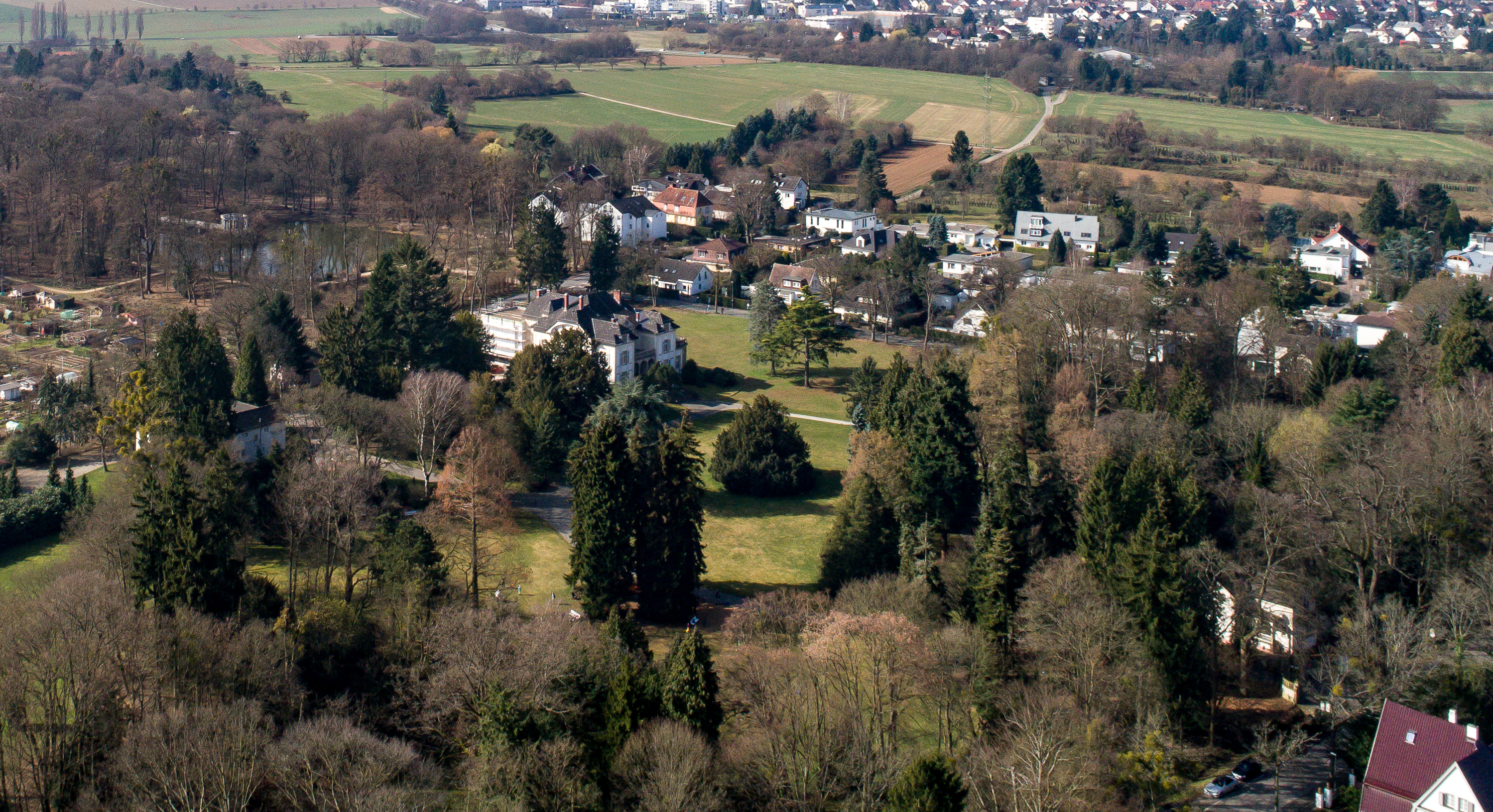
Bad Homburg Gustavsgarten

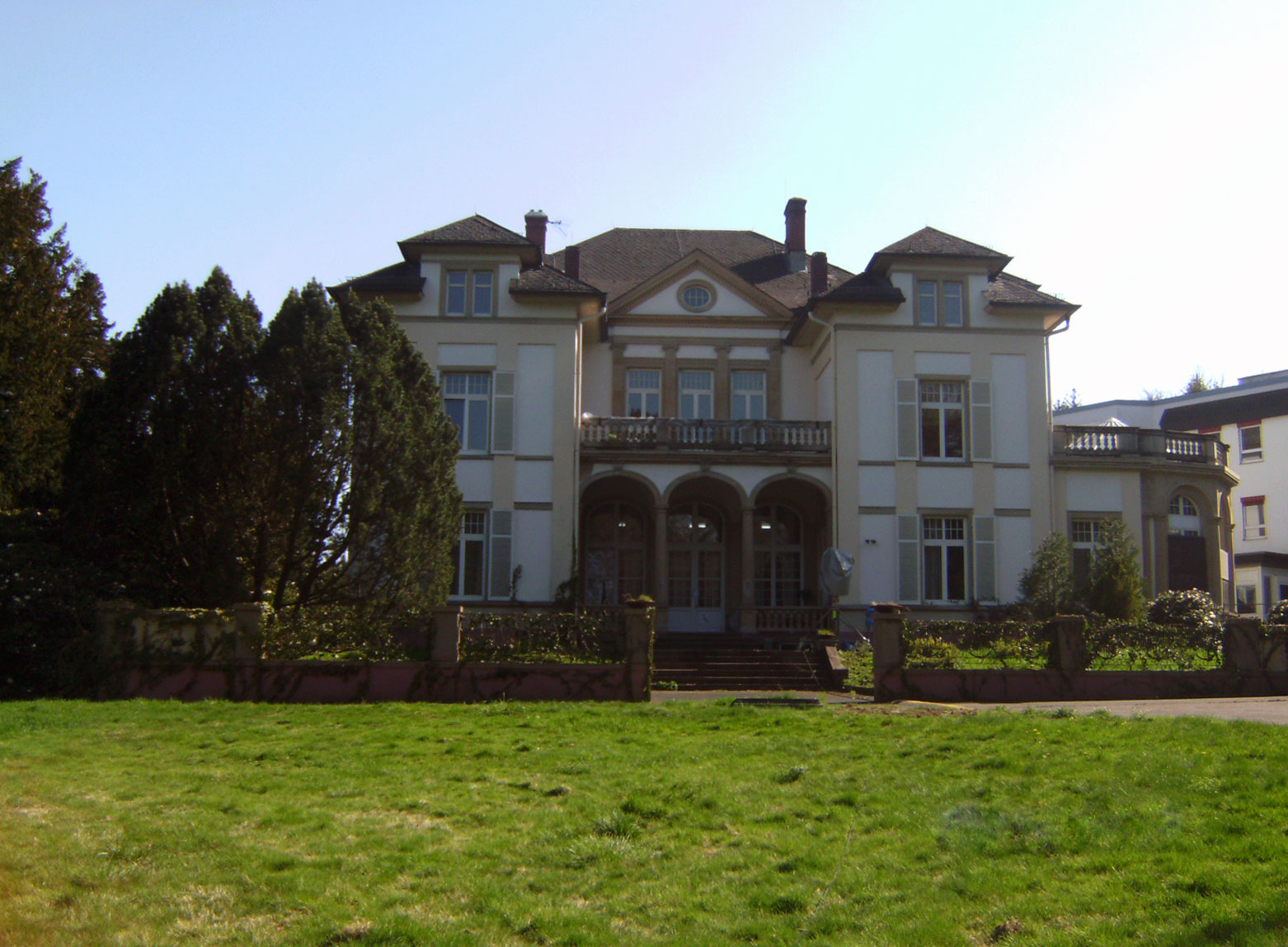
Villa Wertheimber im Gustavsgarten

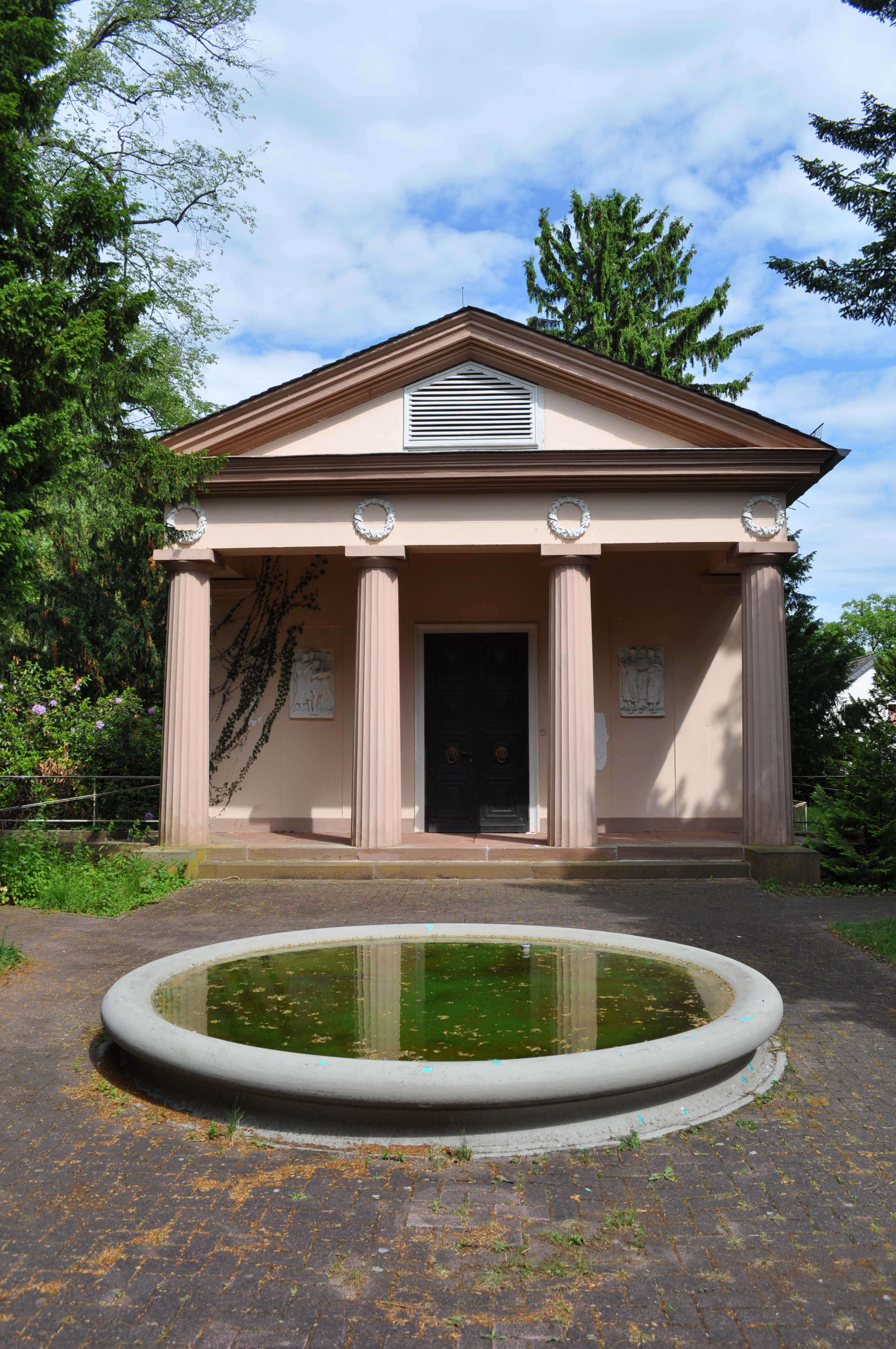
„Tempel“ im Gustavsgarten

Der „Gustavsgarten“ wurde vom damaligen Prinzen Gustav und seiner Frau Louise von Anhalt-Dessau um 1822 an der Tannenwaldallee angelegt, die Größe betrug ungefähr 6,5 ha (64.500 m²). Louise war in Dessau mit dem Wörlitzer Park aufgewachsen und das Paar schuf sich ein kleines Paradies, in dem seit 1830 ein Dorischer Tempel als Teesalon diente. Die Nachkommen von Gustavs und Louises Tochter Caroline Reuß zu Greiz verkauften den Park um 1898 für 102.000 Mark an den Frankfurter Bankier Julius Wertheimber.
Dieser ließ den Park nach Ankauf eines Teils des Louisgartens erweitern und mit einer beachtlichen Pflanzenvielfalt als englischen Landschaftspark anlegen, dessen Struktur vor allem im nördlichen Bereich gut erhalten ist. 1899/1900 baute der Architekt Franz van Hoven für Wertheimber eine zweigeschossige Villa, die „Villa Wertheimber“, und an der Einfahrt zur Tannenwaldallee ein Pförtnerhaus. Die Villa, der Tempel und das Pförtnerhaus stehen unter Denkmalschutz.
Eine Festschrift von 1977 sagt, dass die Villa in der Nazizeit „an das Deutsche Reich fiel“. Nach gegenwärtigem Kenntnisstand (2015) war es eine Enteignung bzw. Verkauf unter Zwang. Die Erben erhielten das Anwesen 1947 zurück. Das Gebäude wurde während des Dritten Reichs von April 1943 bis November 1944 von der Marinemusikschule (Orchesterschule) unter der Leitung des Obermusikmeisters Otto Romberg genutzt. Es gab dort nur die zwei Jahrgänge 1943 und 1944 mit jeweils 40–50 Jungmatrosen. Im November 1944 wurde die Einrichtung nach Iserlohn verlegt. Nach 1948 kamen Gelände und Gebäude an den Bund, der es an den „Verein Hirnverletztenheim“ verpachtete. Der Frankfurter Verein errichtete zwischen 1970 und 1980 Anbauten und betrieb dort eine neurologische Klinik, die 2004 schloss.
In den Folgejahren nutzte die Tivoli Filmproduktionsgesellschaft das Gelände für Dreharbeiten zu der Fernsehserie Geld.Macht.Liebe, die aber nach nur einer Staffel abgesetzt wurde.
Nach langen Verhandlungen wurden Park und Gebäude im März 2011 für 7.219.000 Euro von der Stadt Bad Homburg erworben. Sie wurden bis Anfang 2015 saniert und dienen nun zu kulturellen sowie anderen öffentlichen Zwecken. Die Neubauten der ehemaligen Nutzerin, der neurologischen Klinik, wurden im Juli 2013 abgerissen. Seit Mai 2012 ist der Gustavsgarten wieder öffentlich zugänglich. Im Frühjahr 2015 war die Sanierung des Erdgeschosses der Villa abgeschlossen. Als erste kulturelle Veranstaltung fand hier das erste Bad Homburger Chorfest statt. Dieses Chorfest soll nun künftig alljährlich im Gustavsgarten stattfinden. In die Villa Wertheimber ist im Juli 2017 das Stadtarchiv eingezogen, welches bisher im Gotischen Haus angesiedelt war.

### Forstgarten
Im „Forstgarten“ wurden Rodungsarbeiten durchgeführt, um den Folgen der starken Verwilderung zu begegnen. Der größere der beiden ursprünglichen Teiche wurde wieder angelegt und das historische Teehäuschen rekonstruiert. Als nächste Schritte sollen die sechs historischen Steinbrücken wiedererstellt und der kleine Teich angelegt werden.

### Hirschgarten
Koordinaten:  50° 14′ 11,7″ N, 8° 33′ 34,8″ O
Hauptartikel Hirschgarten (Dornholzhausen)

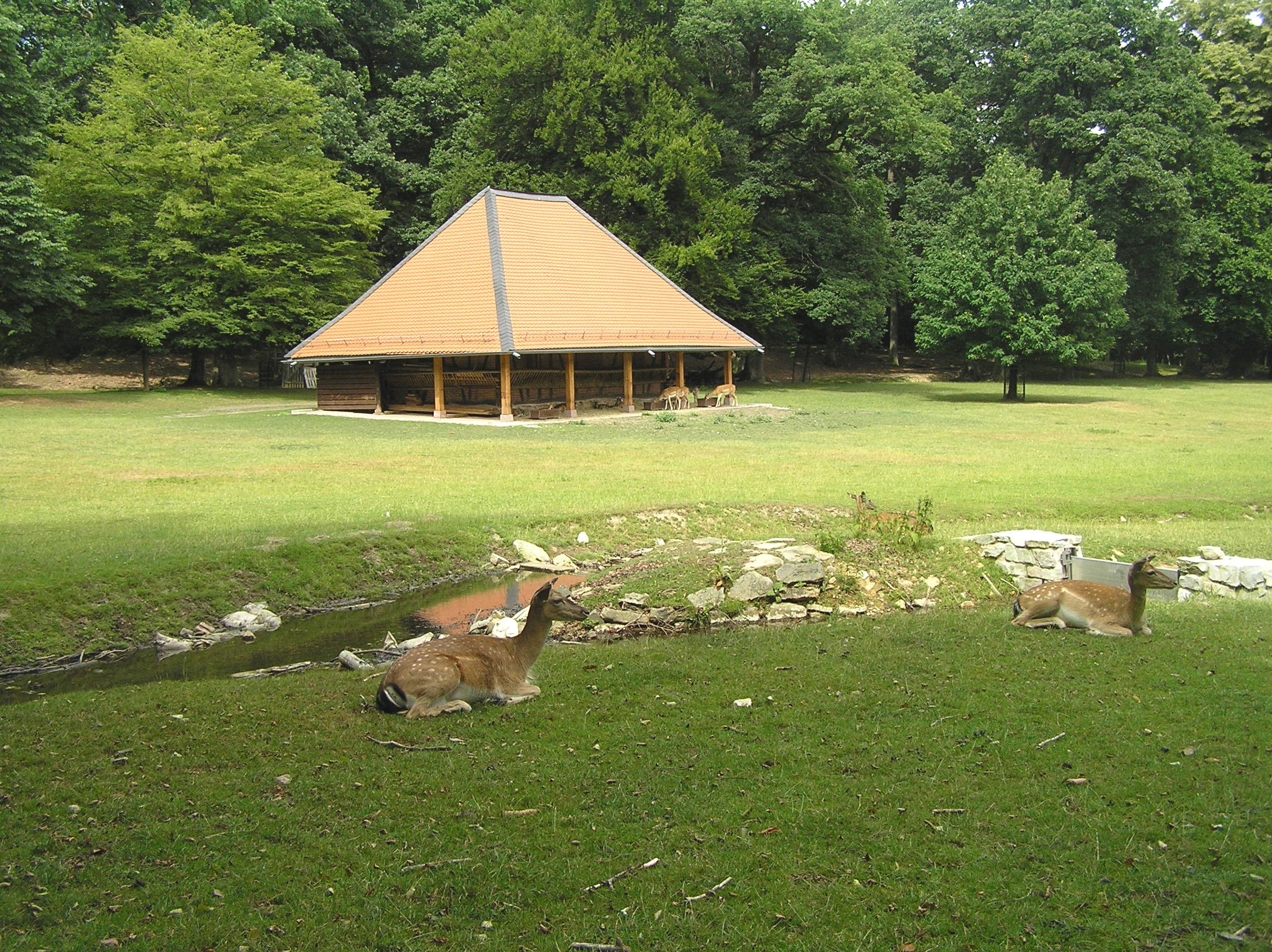
Hirschgarten

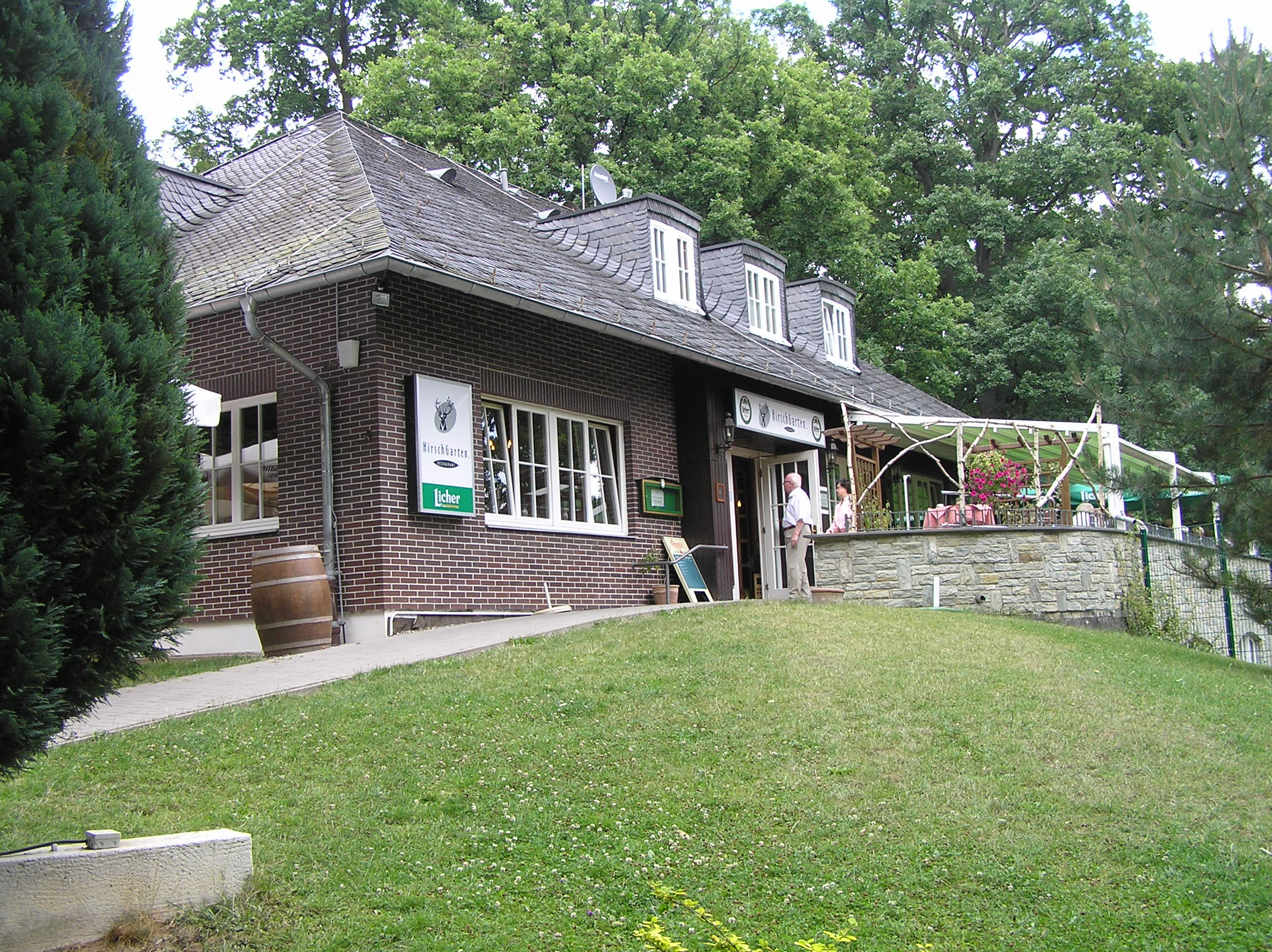
HirschGarten Restaurant

Der „Hirschgarten“ im Ortsteil Dornholzhausen hatte als einzige der Anlagen die Zeit überdauert. Errichtet wurde der Garten im Jahre 1698 durch Landgraf Friedrich II. Das Wildgehege wurde im Jahre 1820 durch Friedrich VI. eingerichtet. In den Jahren 1840 bis 1873 wurde das Gehege durch die Spielbank Bad Homburg an Waidmänner verpachtet. Heute ist der Hirschgarten – als Endhaltestelle der Buslinien 1 und 11 gut mit öffentlichen Verkehrsmitteln erschlossen – ein beliebtes Naherholungsgebiet für Bad Homburg und das Rhein-Main-Gebiet. Das namensgebende Gehege umfasst eine Reihe von Rotwildarten sowie Ziegen. Neben einer Minigolfbahn ist insbesondere das HirschGarten Restaurant Ziel vieler Besucher. Das Restaurantgebäude wurde im Jahre 1966 erbaut und beherbergte zunächst ein böhmisches Wildspezialitätenrestaurant. Im Jahre 2000 wurde es renoviert und wird nun von einem Gastronomen aus Bad Homburg geführt. Wenige hundert Meter unterhalb der Straße zum Hirschgarten befindet sich außerdem eine offene Waldlichtung, die Buschwiesen, die zum Grillen freigegeben ist. In Gehweite liegt außerdem das Forellengut mit seinem dazugehörigen Gaststättenbetrieb.

### Ferdinandsgarten
Koordinaten:  50° 13′ 53,7″ N, 8° 35′ 39,9″ O
Zu seinem 40. Geburtstag am 26. April 1823 erhielt Ferdinand von Hessen-Homburg von seinem Bruder Friedrich VI. und dessen Frau Elisabeth ein Stück Land zur Anlage eines eigenen Gartens. Die Kosten für dieses Land betrugen 2914 Gulden. Die Schenkung war gestaffelt. Fünf Jahre lang erhielt Ferdinand jeweils ein weiteres Stück Land; am Ende betrug die Größe etwa zwei Hektar an der Tannenwaldallee. Ferdinand war jedoch kein großer Gartenfreund, seine Leidenschaft galt der Jagd. Er ließ daher den Ferdinandsgarten mit Fichten bepflanzen und soll die Spaziergänge in diesem Wald genossen haben. Nach Ferdinands Tod erwarb der Hofgärtner Georg Karl Merle im Jahr 1867 den Ferdinandsgarten und verpachtete das Gelände an seinen Bruder, der dort ein Café eröffnete. Der Sohn von Georg Karl Merle, Adolph Merle, eröffnete 1891 auf dem Gelände eine Baumschule, die bis 1974 von seinen Nachfahren geführt wurde. 1974 erwarb Leo Peselmann den Betrieb, die heutige Baumschule Peselmann.